# Habenaria bougainvilleae
Habenaria bougainvilleae är en orkidéart som beskrevs av Jany Renz. Habenaria bougainvilleae ingår i släktet Habenaria och familjen orkidéer. Inga underarter finns listade i Catalogue of Life.